# Ministerul Educației și Științei (Kazahstan)
Ministerul Educației și Științei al Republicii Kazahstan (MES RK, în kazahă Қазақстан Республикасы Білім және ғылым министрлігі, cu alfabetul chirilic: Qazaqstan Respublikasy Bılım jäne ğylym ministrlıgı, ҚР БҒМ; în rusă Министерство образования и науки Республики Казахстан, МОН РК) este un organ executiv central al Guvernului Kazahstanului, care gestionează și, în limitele prevăzute de lege, coordonarea intersectorială în domeniile educației, științei, protecției drepturilor copilului și politicii de tineret.
În 2022, organul executiv a fost împărțit în Ministerul Învățământului Superior și Științei, precum și în Ministerul Educației.

## Istorie
Ministerul Educației al Republicii Kazahstan este autoritatea statală care exercită managementul în domeniile educației, științei și protecției drepturilor copilului. Ministrul Educației al Republicii Kazahstan este Beisembayev Gani Bektaevich (din 2023).
Ministrul Științei și Învățământului Superior al Republicii Kazahstan este Sayassat Nurbek (din 2022).

## Funcții
- asigurarea respectării drepturilor și libertăților constituționale ale cetățenilor în domeniul educației
- formarea direcțiilor prioritare ale cercetării științifice fundamentale și aplicate în Republica Kazahstan
- implementarea managementului educației, suportului metodologic și metodico-didactic al calității serviciilor educaționale prestate de organizații
- desfășurarea politicii de stat pentru tineret
- elaborarea și introducerea spre aprobarea Guvernului Republicii Kazahstan a programelor de implementare a Politicii de Stat pentru Tineret
- implementarea cooperării internaționale în domeniul științei și al politicii de tineret
- elaborarea diferitelor programe pentru implementarea drepturilor fundamentale ale copilului
- implementarea coordonării intersectoriale în domeniul educației și științei
- negocieri cu parteneri străini și semnarea tratatelor (acordurilor) internaționale și a programelor educaționale, precum și a activităților științifice
- coordonarea activităților organelor executive centrale și locale ale Republicii Kazahstan în domeniul politicii de stat pentru tineret
- aprobarea procedurii și a criteriilor de selecție competitivă și organizarea unui concurs al universităților care introduc programe educaționale inovatoare
- aprobarea regulilor de organizare și desfășurare a activității educațional-metodice
- aprobarea regulilor de organizare a procesului educațional pe baza tehnologiei creditelor de studii și a tehnologiilor educaționale la distanță
- organizarea evenimentelor externe de importanță republicană
- elaborarea și aprobarea sistemului sectorial de promovare
- stabilirea ordinii de trimitere pentru studii în străinătate
- aprobarea regulilor de transfer și reinmatriculare a studenților în diferitele tipuri de instituții de învățământ
- implementarea suportului informațional pentru sistemul de management al educației
- elaborarea actelor normative juridice în domeniul politicii de stat pentru tineret
- determinarea metodei de certificare a studenților
- aprobarea statutelor instituțiilor de învățământ subordonate

| #  | Nume                           | Perioadă                               |
| -- | ------------------------------ | -------------------------------------- |
| 1  | Galym Abilseitov               | 30 iunie 1992 - 11 octombrie 1994      |
| 2  | Vladimir Shkolnik              | August 1994 - Octombrie 1999           |
| 3  | Krymbek Kosherbayev            | Octombrie 1999 - 18 decembrie 2000     |
| 4  | Nuraly Bekturganov             | 18 decembrie 2000 - Ianuarie 2002      |
| 5  | Shamsha Berkimbaeva            | Ianuarie 2002 - 14 iunie 2003          |
| 6  | Zhaksybek Kulekeev             | 14 iunie 2003 - 14 decembrie 2004      |
| 7  | Birganym Aitimova              | 14 decembrie 2004 - 19 ianuarie 2007   |
| 8  | Zhanseit Tuimebayev            | 19 ianuarie 2007 - 22 septembrie 2010  |
| 9  | Bakytzhan Zhumagulov           | 22 septembrie 2010 - 2 septembrie 2013 |
| 10 | Aslan Sarinzhipov              | 2 septembrie 2013 - 10 februarie 2016  |
| 11 | Erlan Sagadiev                 | 10 februarie 2016 — 24 februarie 2019  |
| 12 |                                | 25 februarie 2019 - 13 iunie 2019      |
| 13 | Askhat Kanatovich Aimagambetov | 2019 - 10 iunie 2022                   |
| 14 | Sayasat Nurbek                 | 11 iunie 2022 - prezent                |